# Hoyer (sächsisches Adelsgeschlecht)

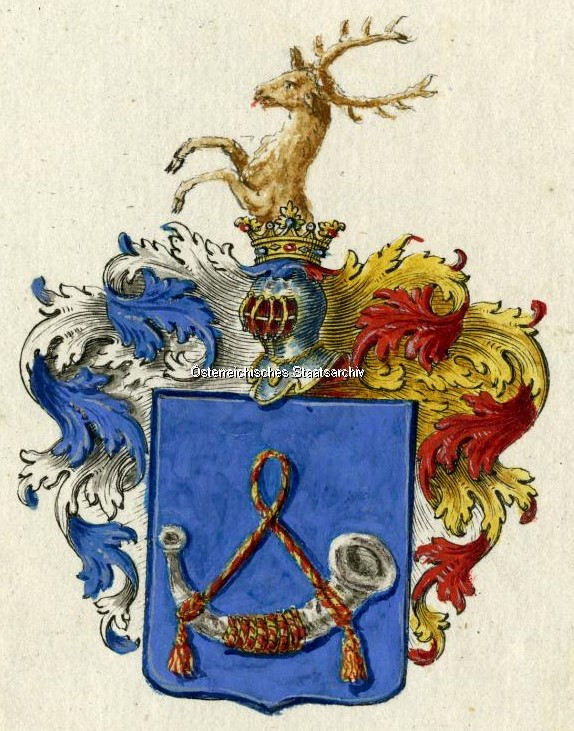
Wappen derer von Hoyer (1784)

Hoyer ist der Name eines sächsischen Briefadelsgeschlechts.
Die Familie ist von dem gleichnamigen Adelsgeschlecht aus Hoyerswerda zu unterscheiden.

## Geschichte
Der kurfürstlich-sächsische Oberstleutnant des Feldartilleriekorps und Direktor der Artillerieschule Johann Gottfried Hoyer wurde am 5. April 1784 in Wien von Kaiser Joseph II. in den Reichsadelsstand erhoben.

## Wappen
Blasonierung: In Blau ein silbernes Hifthorn mit rot-goldenen Schnüren. Auf dem gekrönten Helm mit rechts blau-silbernen und links rot-goldenen Helmdecken ein wachsender natürlicher Hirsch.

## Persönlichkeiten
- Johann Gottfried von Hoyer (1726–1802), deutscher Generalleutnant
- Johann Gottfried von Hoyer (1767–1848), deutscher Generalmajor und Militärschriftsteller
- Wolf von Hoyer (1806–1873), deutscher Bildhauer